# Am Sklavenmarkt
Am Sklavenmarkt (en alemany "al mercat d'esclaus") és un curtmetratge austríac pornogràfic del 1907 dirigit per Johann Schwarzer (1880-1914) al seu estudi de l'empresa Saturn-Film. La pel·lícula té 50 metres de llarg. És possiblement la primea pel·lícula austríaca que s'ha fet mai i una de les primeres pel·lícules a utilitzar elements eròtics.
La primera imatge es presa d' Am Sklavenmarkt.

## SArgument
Un paixà s'asseu en una estora sobre l'herba davant d'una tenda rodona, fumant amb la seva pipa d'aigua, disposat a comprar unes noves noies esclaves. El seu servent crida el venedor i els seus dos esbirros, que porten quatre noies amb barnussos estampats. La primera està totalment despullada i és enviada a la tenda; la següent noia es posa en topless i també entra a la tenda; la tercera és obligada a despullar-se pels esbirros i també l'envien a dins. La quarta, aparentment una noia més jove, és acomiadada per l'àrab després de mostrar els seus pits petits i ferms, i torna amb els secuaços. Després d'una discussió habitual sobre el preu, l'amo d'esclaus se'n va feliç.